# Rožnov pod Radhoštěm
Rožnov pod Radhoštěm là một thị trấn thuộc huyện Vsetín, vùng Zlínský, Cộng hòa Séc.